# Festival européen de la photo de nu
Le Festival européen de la photo de nu (FEPN), est la plus grande manifestation française et européenne consacrée à la photographie de nu (nu artistique et nu académique). 
Initié en 2001 par Bruno Rédarès et Bernard Minier, il se déroule tous les ans, au début du mois de mai, à Arles dans les Bouches-du-Rhône. 
Le festival a progressivement gagné en popularité tant auprès du public qu'au travers des médias, et a acquis ses lettres de noblesse grâce à la présence de photographes de renom, tels que Jean-François Bauret, Paul Eden, François Benveniste, Jean-Christophe Destailleur, Georges Tourdjman, Jeanloup Sieff, Pascal Renoux, Uwe Ommer, Jean Turco, Patrick Wecksteen, Marc Wolff.
En 2011, les œuvres de Koray Erkaya, Ari, Bob Giorgi, Bogdan Korczowski, Valérie Montagne, Titus Lacoste, Erwan Vivier, Simon Jourdan, Hervé All, Pénélope Octavio, Maud Chazeau, Roxane Petitier, Pierre Cambon, Guylaine Coquet, Éric Perraud, Victor Sydorenko, Chrisitna Katrakis, Roman Pyatkovka, Oleg Tistol, Michel Portier, Olivier Valsecchi, Martial Lenoir, Jacques Bonnot, Damien Vanders, Pierre Sarriaud, Vee Speers, Gérard Uferas, Gerard Vallet, Anton Solomoukha, Vlada Krassilnikova, Igor Gaïdaï ont ainsi attiré plus de 20 000 visiteurs au FEPN[réf. souhaitée].

## Palmarès
- 2004 : Bruno Dubroqua, grand prix d'auteur